# Международный теннисный турнир в Аделаиде 2007
Международный теннисный турнир в Аделаиде 2007 — профессиональный мужской теннисный турнир, проводимый в австралийском городе Аделаида на открытых кортах с хардовым покрытием.
В 2007 году соревнования прошли в 30-й раз, в этом сезоне относясь к базовой категории турниров ATP Тура. Соревнования прошли с 1 по 7 января, открывая серию турниров, подготовительную к Australian Open.
Прошлогодними чемпионами являются:
- одиночный турнир —  Флоран Серра
- парный турнир —  Йонатан Эрлих /  Энди Рам

## Соревнования

### Одиночный турнир
Новак Джокович обыграл  Криса Гуччоне со счётом 6-3, 6-76, 6-4.
- Джокович выигрывает 1й титул в сезоне и 3й за карьеру на соревнованиях основного тура ассоциации.
- Гуччоне уступает свой дебютный финал на подобном уровне.

### Парный турнир
Уэсли Муди /  Тодд Перри обыграли  Новака Джоковича /  Радека Штепанека со счётом 6-4, 3-6, [15-13].
- Муди выигрывает 1й титул в сезоне и 2й за карьеру на соревнованиях основного тура ассоциации.
- Перри выигрывает 1й титул в сезоне и 5й за карьеру на соревнованиях основного тура ассоциации.